# 만주사변
만주사변(滿洲事變, 일본어: 満洲事変 만슈우지헨[*]) 혹은 9·18 사변(중국어: 九一八事变)은 일본 제국이 1931년 9월 18일 류탸오후 사건(柳條湖事件)을 조작해 일본 관동군이 만주를 중국 침공을 위한 전쟁의 병참 기지로 만들고 식민지화하기 위해 벌인 전투를 말한다. 제1차 세계 대전 종전(1918년) 이후, 일본이 지원하는 중국의 군벌 봉천파(장쭤린)는 장제스의 국민혁명군에 밀리기 시작하여 일본 본국 정부는 장쭤린에게 퇴각을 권고했고, 만주에서 그를 보호하려 하였다.(1927년) 일본 정부의 시각에 반발해, 관동군의 일부 참모들이 모의하여 장쭤린을 암살(1928년)하는데 성공하였다. 이로써 관동군과 봉천파의 협조는 종결되고 장쭤린의 아들 장쉐량은 국민당 정부에 합류(1929년)하였다. 국민당 정부는 반일 공세를 전개하였고, 세계 경제 대공황(1929년)과 겹쳐 만주에서 일본의 이권이 타격을 받았다. 일본이 이러한 위기를 타파하고자 만주 전체를 침략할 필요성이 대두되는 상황에서, 만보산 사건(1931년 7월) 등이 터져 나와 양국의 갈등은 심화되었다. 이때, 관동군은 다시 한번 계략을 꾸며 자작극인 류타오후 사건(1931년 9월)을 일으켰던 것이다. 일본은 1932년 1월까지 만주 전역을 점령, 3월에는 괴뢰정권으로서 만주국을 성립시켰다. 이러한 일은 국제적으로 많은 비난을 받았고, 국제 연맹은 1933년 2월 리튼 보고서를 채택하여 일본의 철병을 요구했으나 일본은 이를 거부하고 국제 연맹을 탈퇴했다. 만주 사변은 1945년까지 계속된 중국과의 15년 전쟁의 시작이며, 제2차 세계 대전의 서막을 이루는 것이었다.

## 배경
일본은 포츠머스 조약(1905년)에 의해 만주의 창춘-뤼순간 철도의 이권을 획득하고 관동주를 조차(1905년)한 이후 만주는 일본의 자본투자·상품시장·중공업 원료 공급지로서 일본 이익에 중요한 역할을 하게 되었다. 그리고, 관동군은 일본이 건설한 남만주 철도를 보호한다는 구실로 1905년부터 만주에 설치되어 주둔하고 있었다. 신해혁명(1911년) 이후 만주에 보안부대와 신군이 편성되었다. 장쭤린의 봉계 군벌 군대(봉군(奉軍), 봉천파)는 1920년 직계 군벌과 연합하여 환계 군벌을 패퇴시키고, 만주에서의 세력을 산해관 안쪽까지 확장하였다. 일본은 제1차 세계 대전(~1918) 이후, 봉천파를 원조하며 중국 동북지방을 노렸다.
1927년 장제스가 지휘하는 국민혁명군은 '북벌운동'을 개시하면서 점차 봉천파의 군벌 장쭤린을 압박해왔고 그는 이에 밀리기 시작했다. 이들이 조만간 베이징을 점령할 것이 분명해진 것이었다. 그러자 막후에서 그를 지원하던 일본 정부도 결국 장쭤린에게 베이징을 국민당에 넘겨주고 퇴각하도록 권고했다. 다나카는 중국 북부에서 만주로 철수하도록 장쭤린에게 압력을 가했다. 만주에서는 일본군이 그를 보호할 수 있었다.장쭤린은 마지못해 동의하였다.그렇지만 일부 관동군 참모들은 이 조치에 계속 불만이었고, 괴뢰 군벌이 제공하는 것 이상의 직접 지배권을 만주에 요구해야 한다고 믿고 있었다. 그 중 한 사람이었던 고모토 다이사쿠 대좌는 일을 벌일 구실을 꾸미기로 결심하였다. 고모토는 장쭤린이 더 이상 이용가치가 없다고 판단하여 장쭤린을 제거하기로 하고, 고모토의 직속 부하로 하여금 베이징에서 톈진으로 돌아오는 장쭤린의 남만주 철도기차를 폭파하여 그를 암살(1928년 6월 4일, 장쭤린 폭살사건)한다. 이 사건은 사실상 고모토가 의도했던 일본의 만주 개입을 유발하지는 못했다. 왜냐하면 고모토의 상관이나 도쿄의 내각이나 그러한 행동을 인정하려 들지 않았기 때문이다. 실제 고모토는 간신히 군법 회의를 면했다.
장쭤린이 관동군의 계략으로 피살됨으로써, 관동군과 봉천파 간의 협조 관계는 종결되었다. 국민당 정부는 북경을 점령한 뒤 청일통상조약(1896년)을 폐기한다고 일본에 통고하였다. 이는 국민당 정부가 국민의 여론을 등에 업고 본격적으로 배일공세를 취하기 위한 신호였다. 일본에 반감을 가지게 된, 장쭤린의 아들 장쉐량이 장제스의 국민당 정부에 합류(1929년)하게 되자 만주에서도 일본상품을 배척하고 제국주의적 이권을 다시 회수하고자 하는 운동이 일어나게 되었다. 장쉐량 정권은 국권회복운동의 일환으로 여순·대련의 조차지 및 남만주 철도의 회수, 영사재판권 철회, 일본에 의한 철도부설권 및 탄광개발권 확장에 대한 반대, 일본인·조선인에 대한 가옥임대료 및 소작료 인상 또는 계약갱신 거부 등을 주장했다. 이로 인해 일본인의 동북 지역 활동은 크게 위축되었다. 그리고 중국 국민정부에 의한 만주철도포위선 건설계획은 만주철도의 이권을 위협하게 되었다. 1920년대에는 만주에 투자된 외국 자본 중 70% 이상이 일본의 자본이었을 정도로 일본은 만주 경영에서 톡톡히 재미를 보고 있었다. 그러나, 1929년 발생한 세계 경제대공황(1929~39년)으로 성장일로에 있던 일본 경제는 큰 타격을 입었고 남만주 철도 영업도 부진하게 되었다.
이러한 중국의 국권회복운동과 소련의 제1차 5개년계획의 진척 등의 상황으로 인해 일본은 만주 전체를 침략할 필요성을 느끼게 되었다. 일본 국내에서는 이것을 <만·몽의 위기>라고 선전하고, 침략을 정당화시키는 여론을 조성하였다. 관동군을 중심으로 한 일본 군국주의자들은 시데하라 외교(당시 일본 외무대신인 시데하라 기주로의 국제협조노선에 바탕한 경제외교)의 연약함을 강력히 비난하면서 무력에 의한 동북침략의 기회를 노리고 있었다. 일본의 군국주의자들은 만주를 아예 점령하는 것만이 일본의 유일한 활로라고 주장했다. 이렇게 보면 만주 사변은 사실상 관동군의 독자적인 결정인 것만은 아니었다. 이런 상황에서 1931년 6월 나카무라 대위 사건(中村大尉事件)과 1931년 7월 2일 만보산 사건이 터져 나왔다. 나카무라 대위 사건은 변장을 하고 중국 동북의 흥안령(興安嶺) 지방에서 스파이 여행 중이던 참모본부의 나카무라 신타로(中村震太郎) 대위가 중국군에게 붙잡혀서 동행하던 이스키 노부타로(井杉延太郎) 예비역 상사 등과 함께 사살된 사건이다. 진상은 8월이 되어서야 일본 측이 발표했는데 일본인의 반중국의식을 자극했다. 한편, 만보산 사건은 지린성 창춘현(長春縣) 싼싱바오(三姓堡) 만보산 지역에서 일본의 술책으로 조선족 농민과 중국인 농민 사이에 수로(水路) 문제로 충돌 및 유혈사태가 일어났고, 이것이 일본의 술책으로 인한 것을 알게 된 중국에서는 배일 운동이 더욱 심화되었다.

## 발단
1931년 관동군 사령관으로 혼조 시게루 중장이 임명되었다. 그는 8월 20일 뤼순의 관동군 사령부에 도착했다. 그는 우가키 가즈시게의 부하로 만주침략 공작의 선봉에 섰다. 두 사람은 죽이 잘 맞았고, 조선을 병참기지로 만들어 만주로 진출하는 발판으로 삼아야 한다는 생각을 가지고 있었다. 혼조는 부임하자마자 봉천과 장춘 등지를 시찰하고 9월 18일에 돌아왔다.
같은 날(9월 18일) 일본 제국의 관동군이 중국의 만주를 침략하기 위해 자작극을 벌였다. 만주 침략을 위한 작전의 시나리오는 관동군 작전 주임참모인 이시하라 간지, 관동군 고급 참모인 이타가키 세이시로, 관동군 사령관인 혼조 시게루 등 단 세 명이 만들었다. 이들을 중심으로 <만몽영유계획>이 모의되었다. 침략의 구실을 만들기 위해 관동군은 1931년 9월 18일 밤 10시 30분경 류탸오후에서 만철 선로를 스스로 폭파하고 이를 중국의 장쉐량 지휘하의 동북군 소행이라고 발표한 후 관동군은 만주 침략을 개시하였다.
관동군은 장쉐량의 군영인 북대영과 펑톈성(奉天省)을 공격(19일 새벽) :370하였고 이튿날 펑톈시를 비롯하여 만주철도 근처의 주요 도시를 점령하였다. 관동군 입장에서는, 대공황으로 구미열강들의 간섭이 어려운 사정을 이용하고 장쉐량이 베이징에, 또한 봉천 군벌의 주력이 장성선 이남에 집결하고 있어 잔류 수비대가 동삼성에 분산되었던 기회를 포착한 것이었다. 일본군의 공격이 시작되었는데도 동북군 수장 장쉐량은 사건의 확대를 막기 위해 결코 저항해서는 안된다는 점을 고지했다. 이 때문에 장쉐량은 후에까지 부저항 장군이라는 별명이 붙기도 했다. 관동군은 동대영, 봉천비행장 등을 손에 넣고 며칠 안 가서 지린성까지 수중에 넣었다. :370 이로써, 관동군은 만주 침략작전을 시작한지 5일 만에 랴오둥, 지린성의 대부분 지역을 장악하고, 이 지역 군벌들에 압력을 가해 두 성의 중국으로부터의 독립을 선언하게 하였다.
9월 21일 일본의 조선주둔군 사령관 하야시 센주로(林銑十郞)에 의한 독단 월경으로 전쟁은 남쪽 만주지방 전체에 확대되었다. 전쟁은 일본 본토는 전혀 관여하지 않은 한반도 주둔 일본군과 조선군으로만 독단적으로 일으킨 것이었다. 일본 정부는 군사행동의 정당성과 이후 전쟁을 확대하지 않겠다는 방침을 발표하고 사건을 공인하였다.

## 전개
1931년 10월 진저우를 폭격하고 만주 남부를 점령한 후 11월에는 치치하얼을 점령하였으며, 소련·만주간 경계를 이루는 동북3성 전역을 장악하고 1932년 1월 19일에는 치치하얼을 제압하였으며 :370 1932년 1월 장쉐량의 반만항일 거점인 진저우를 점령하였으며 2월 5일에는 하얼빈을 점령하여 만주의 대부분 지역을 장악하게 되었다. :370
당초 만주 몽고 지방을 영유하려고 계획했던 일본 관동군은 만주 지배방식을 괴뢰국가 수립으로 변경하여, 1931년 10월 <만몽공화국 통치대강안>을 세워 통치방침·정부조직을 결정하고 각지의 군벌과 군인에게 지역적인 독립정권을 세우도록 하였으며 11월에는 톈진에 망명중이던 청나라의 마지막 황제 푸이를 탈출시켜 만주국의 황제로 삼을 준비를 추진하였다.
1932년 초까지 관동군이 만주의 거의 모든 지역을 장악해버리자, 당연히 장쉐량의 동북군은 고향에서 쫓겨났다. 장쉐량은 다른 화북군벌들이 베이징과 톈진을 공격하러 올까 두려워 부하들의 진언에도 화북에 보낸 주력군을 만주로 복귀시키지 않았고, 장제스의 병력 지원 제안에도 난징의 국민정부가 만주에서도 세력을 확대할까 두려워 거절하고 물자 지원만 받았다.
1932년 1월 말, 항일 운동이 거센 상하이에서 일본 해군 육전대와 중국군의 충돌이 일어나자 3월 1일, 왕징웨이 등에 의한 둥베이 행정위원회가 만주국의 성립을 선포하였고 만주는 일본의 중국 침략 전쟁을 위한 병참 기지화되었다. 3월 9일 푸이가 집정에 취임, 새로운 국가로 출발하였다.
국제 연맹은 중국 측의 제소에 따라 리튼 조사단을 파견하고 조사 보고서를 채택, 일본군의 철수를 권고하였으나 러허성마저 점령한 일본은 이를 거부하였으며 1933년 3월 국제 연맹을 탈퇴하였다. 이러한 사건은 일본의 군부는 일본 정국을 장악하고 정당 내각 정치에 종지부를 찍고 군국주의 체제를 확립하게 되는 계기가 되었으며 이후 1937년 중일전쟁, 1941년 태평양 전쟁을 일으키는 침략 전쟁의 시작이 되었다.

## 화북분리공작
일본은 만주를 식민지화하여 지배하는 것을 1933년 5월 말 탕구 정전협정으로 중국의 국민정부로 하여금 사실상 인정하도록 하였다. 그러나 1935년 일본 육군은 중국의 화베이 5성을 국민정부에서 분리 독립시켜 일본의 지배하에 두는 계획을 세우기 시작하였다. 그 이유는 반만항일군의 근거지가 화베이에 있고 만주국의 치안을 위해서는 화베이 5성의 지배가 꼭 필요하였기 때문이며, 또한 화베이의 석탄, 철 등의 자원과 농산물 등의 시장지배와 수탈을 목적으로 하였기 때문이었다.

## 여론
전쟁에 반대하는 지식인의 소리가 없지 않았으나 도쿄 대학 교수 야나이하라 다다오(矢內原忠雄) 등 일부 비판자들의 책은 많은 독자를 가지고 있으면서도 정부의 관할 하에 있는 라디오를 비롯해 신문 잡지가 정부의 엄중한 검열 하에 있었으므로 전쟁에 비판적인 언론이 공연히 대중 앞에 모습을 나타낼 수가 없었다.
윤치호는 만주사변을 일본 군국주의자들이 치밀하게 준비한 쿠데타라고 규정했다. 일제가 만주사변을 일본의 대륙진출을 위한 성스러운 전쟁이라 홍보하자 윤치호는 이는 일본 군부의 성과 올리기에 불과하다며 반박했다.

## 같이 보기
- 만보산 사건
- 만주국
- 중일 전쟁
- 태평양 전쟁